# 지방자치
지방자치(地方自治, 영어: local self-government)는 민주주의와 지방 분권을 기반으로 하는 행정 형태로, 일정한 지역을 기초로 하는 단체나 일정한 지역의 주민 자신이 선출한 기관을 통해서 그 지방의 행정을 처리하는 제도를 말한다. 지방 자치는 국가와 지방 단체와의 관계에서 단체 자치의 요소를, 지방 정부와 주민과의 관계에서 주민 자치의 요소를 아울러 가지고 있다. 풀뿌리 민주 정치를 실현하고 권력 통제를 효과적으로 이루기 위해 헌법이 제도적으로 보장하고 있다.
지방 정부는 행정 조직에서 지방 분권적 조직에 속한다. 국가의 행정은 국가 기관 그 자체에 의하여 처리되는 것도 있고 독립된 지방 정부를 만들어 지방 자치 단체로 하여금 그것을 처리하게 하는 것도 있다. 따라서 국가 기관 그 자체에 의하여 행하여지는 행정을 ‘관치행정’(官治行政)이라 하고, 지방 정부에 의하여 행하여지는 행정을 ‘지방 자치’라고 한다.
관치행정은 행정 조직에 있어서 ‘지방 분권적 행정’이다. 따라서 관치행정과 중앙집권, 자치행정과 지방 분권은 대체로 동의이어(同意異語)를 의미하고 있다.

## 지방자치의 개념
자치행정에서 자치의 개념은 대체로 두 가지 의미로 사용되고 있다. 즉 그 하나는 정치적 의미의 자치이다.
‘정치적 의미의 자치’란 주민이 그들의 비용에 의하여 그들이 선출한 명예직 공무원에 의해서 그들의 행정사무를 처리하는 경우의 자치를 말한다.
다른 하나는 법률적 의미의 자치이다. ‘법률적 의미의 자치’란 지방 자치 단체와 같은 공법인(公法人)에 의하여 행하여지는 경우의 자치를 말한다. 자치행정의 기술에서 자치행정은 대체로 지방 정부와 같은 공법인을 만들어 그 자치 단체로 하여금 행정을 처리하게 하는 것을 원칙으로 하고 있다.
물론 자치행정의 이념에 있어서는 정치적 의미의 자치와 법률적 의미의 자치는 그 내용에서 동일한 것을 요청하고 있지만 경우에 따라서는 이 양자가 반드시 동일하지 않을 때도 있다. 즉 그 한 예로 정치적인 의미의 지방 자치에서는 주민들의 선출에 의한 집행기관(지방 정부의 장)과 의결기관(지방의회)에 의하여 그 행정사무가 처리될 것을 요청하고 있지만, 여러 이유에서 시장과 같은 그 집행기관을 국가가 임명하는 경우에는 그 자치가 지방 정부의 행정이라는 의미에서는 법률적 의미의 자치를 의미하나, 그것이 국가의 임명에 의한 집행기관에 의하여 행하는 행정이란 점 때문에 정치적 의미의 자치라고 말할 수 없다.

## 지방자치의 제도적 보장
오늘날의 자치행정은 대체로 헌법의 규정에 의하여 헌법적으로 보장되고 있다. 물론 대한민국 헌법에서도 117조와 118조의 규정에 의하여 지방 자치가 헌법적으로 보장되고 있다.
물론 지방자치는 행정의 한 부분을 의미하는 까닭에 국가의 기본적 조직에 관한 헌법에 그것을 반드시 규정해야 할 필요는 없다.
여기에서 지방 자치에 관한 헌법의 규정이 문제가 된다. 개인의 헌법상의 지위가 확고하게 된 것처럼 지방 자치에서도 자치행정의 담당자를 의미하는 지방 정부의 존재와 그 자치권을 헌법적으로 보장함으로써 자치행정을 확고하게 하려는 것이 바로 지방 자치에 관한 헌법적 규정의 이유라고 할 수 있다. 따라서 지방 자치에 관한 헌법적 규정은 지방 정부의 자치권의 ‘제도적 보장’으로서의 의미를 가지고 있다.

## 지방자치제의 한계
지방자치제는 본질적으로 지방 정부에 대한 국가적 감독·통제로서 자유로울 수 없다는 한계를 지닌다.
지방 정부는 국가와는 별개의 법인격을 가지며 자율적으로 지방행정을 처리한다. 그러므로 지방 자치의 본질상 자치행정에 대한 국가의 관여는 가능한 한 배제하는 것이 바람직하다. 그러나 지방 자치도 국가적 법질서의 테두리 안에서만 인정되는 것이고, 지방행정도 중앙행정과 마찬가지로 국가행정의 일부이므로, 지방정부가 어느 정도 국가적 감독·통제를 받는 것은 불가피하다.
특히 민주 국가에서는 중앙 정부와 지방 정부는 서로 행정기능과 행정책임을 분담하면서 중앙행정의 효율성과 지방행정의 자주성을 조화시켜 국민(주민)의 복리증진이라는 공동목표를 향하여 협력하는 협력관계에 있어야 하기 때문이다. 지방 정부에 대한 국가의 감독·통제에는 ① 통제의 주체에 따라 입법기관에 의한 감독·통제, 행정기관에 의한 감독·통제, 사법기관에 의한 감독·통제로 분류되고, ② 통제의 수단에 따라 권력적 감독·통제와 비권력적 감독·통제, 사전예방적 감독·통제와 사후교정적 감독·통제로 분류되며, ③ 통제의 방법에 따라 입법적 통제·행정적 통제·사법적 통제로 나뉜다.

## 각국의 지방 자치

### 대한민국
한국에서는 일제강점기 당시 조선총독부가 1910년 도평의회와 부군면협의회를 처음 설치한 것이 시발점이다. 그 뒤 1930년 도평의회는 도회, 부군면협의회는 부회, 군회, 면회로 명칭이 바뀌었으며 1945년 9월 2일 폐지되었다. 도평의회와 부군면협의회는 행정기관의 감시 및 주민의견 반영이 목적이었으며 18세 이상 성인 혹은 관례를 올린 자에 한해서 투표권이 보장되었다.
그 뒤 대한민국 정부 수립 후 1948년 제헌헌법은 지방 자치에 관한 규정을 두어 1949년에 대한민국 지방자치법이 제정되었으나, 6·25의 발발로 1952년에 와서 비로소 최초의 지방의회가 구성되었다. 장면정부(1960년∼1961년)는 지방자치법을 개정하여 명실상부한 지방 자치제의 실시를 지도하였으나, 1961년 군사 쿠데타로 집권한 박정희 군사정부는 지방의회를 해산하고 지방 자치에 관한 임시조치법을 제정하여 그에 저촉되는 지방자치법의 효력을 정지시켰다.
이 임시조치법이 박정희정부·전두환정부에 시행되면서 지방 자치제는 형식적이고 명목적인 것에 불과하였다. 특히 1972년 유신헌법은 지방의회의 구성을 조국의 통일때까지 유예하다는 규정을 부칙에 두었고, 1980년 헌법도 지방의회의 구성을 지방 자치 단체의 재정자립도를 감안하여 순차적으로 하되 그 구성시기는 법률로 정한다는 부칙조항을 두었다. 1987년 헌법에 와서 지방의회의 구성에 관한 유예 규정이 철폐되고 1988년에는 지방자치법이 전면 개정되었다.
이에 따라 1991년 상반기에 각급 지방의회가 구성되었다. 그러나 지방 자치 단체장 선거는 그 실시가 1992년 6월 30일까지로 법정화되어 있었음에도 불구하고, 정부가 그 실시를 무기한 연기함으로써 완전한 지방 자치시대가 지연되었다. 그러나 1994년 3월 ‘공직선거 및 선거부정방지법’의 제정으로 지방 자치 단체장 선거를 1995년 6월 27일에 실시하였고, 1998년 그 임기가 만료되었다.
 헌법 제8장 지방자치
제117조는

① 지방 자치 단체는 주민의 복리에 관한 사무를 처리하고 재산을 관리하며, 법령의 범위 안에서 자치에 관한 규정을 제정할 수 있다.

② 지방 자치 단체의 종류는 법률로 정한다.

... 라고 하여 지방 자치의 제도적 보장, 지방 자치 단체의 권능과 그 종류의 법정주의를 규정하고 있다.
제118조는

① 지방 자치 단체의 의회를 둔다.

② 지방의회의 조직·권한·의원선거와 지방 자치 단체장의 선임방법 기타 지방 자치 단체의 조직과 운영에 관한 사항은 법률로 정한다.

... 라고 하여 지방 자치 단체의 기구와 구성방법을 규정하고 있다.

#### 판례

##### 영토고권 불인정
지방자치제도의 보장은 지방자치단체에 의한 자치행정을 일반적으로 보장한다는 것뿐이고 특정자치단체의 존속을 보장한다는 것은 아니므로, 마치 국가가 영토고권을 가지는 것과 사실상 마찬가지로, 지방자치단체에게 자신의 관할구역 내에 속하는 영토, 영해, 영공을 자유로이 관리하고 관할구역 내의 사람과 물건을 독점적, 배타적으로 지배할 수 있는 권리가 부여되지 않는다.

### 일본
일본은 1947년에 제정된 《일본 지방자치법》에 따른 지방자치 제도가 운영되고 있다.

### 연방제 국가
독일, 스위스, 미국 등 강력한 연방제 국가에서는 각 주마다 강력한 지방 자치가 보장되어 있다.

## 선거
지방자치제도에 의해 대한민국에서 실시되는 지방선거에서 지역주민들의 투표로 선출되는 사람은 다음과 같으며 4가지 투표용지에 동시에 투표를 하게 된다. 또한 비례대표에서는 광역지방자치단체의원과 기초지방자치단체의원에 당명으로 투표를 하게 되므로 투표에 참가하는 유권자는 용지상 기표할 곳이 모두 6곳에 이른다.
1. 광역지방자치단체장(특별시장, 광역시장, 특별자치도지사, 특별자치시장, 도지사)
2. 광역지방자치단체의원(광역시의회의원, 도의회의원)
3. 기초지방자치단체장 (시, 군, 구 청장)
4. 기초지방자치단체의원 (시, 군, 구 의원)

## 중앙행정기관의 지방자치단체 자치사무 감사 사건[4]
중앙행정기관의 지방자치단체 자치사무 감사 사건은 대한민국 유명 헌법재판소 판례이다.

### 사실관계
서울특별시는 행안부가 2006년 9월 14~29일 동안 서울시 156개 자치사무에 대한 합동감사를 실시하자 “서울시의 법령위반사실을 밝히지도 않고, 법령위반 여부에 대한 아무런 통보없이 서울시의 거의 대부분의 자치사무를 합동감사하는 것은 지방자치권을 침해하는 것”이라며 권한쟁의심판을 청구했다.

### 이유
지자체가 스스로의 책임하에 수행하는 자치사무에 대해 감사원과 행정안전부 등 국가감독이 중복돼 광범위하게 이뤄지는 것은 지방자치의 본질을 훼손할 가능성이 있다. 중앙행정기관의 지방자치단체의 자치사무에 대한 관련규정의 감사권은 사전적·일반적 포괄감사권이 아니라 그 대상과 범위가 한정적인 제한된 감사권으로 해석해야 한다. 중앙행정기관이 관련규정상의 감사에 착수하기 위해서는 자치사무에 관해 특정한 법령위반행위가 확인됐거나 위법행위가 있었으리라는 합리적인 의심이 있어야 하고, 대상이 특정돼야 한다. 포괄적·사전적인 일반감사나 위법사항을 특정하지 않고 개시하는 감사 또는 법령위반사항을 적발하기 위한 감사는 허용될 수 없다. 이 사건 합동감사의 경우 행안부가 감사실시를 통보한 사무는 서울시의 거의 모든 자치사무를 감사대상으로 하고 있어 사실상 피감사대상이 특정되지 않았다”며 “또 합동감사 실시계획을 통보하면서 구체적으로 어떤 자치사무가 어떤 법령에 위반되는지 여부를 전혀 밝히지 않아 감사개시요건을 충족하지 못했다. 행안부가 서울시를 상대로 실시한 정부합동감사는 헌법 및 지방자치법에 의해 부여된 청구인의 지방자치권을 침해했다.

## 지방선거비용의 지방자치단체 부담 사건[6]
지방선거비용의 지방자치단체 부담 사건은 대한민국 유명 헌법재판소 판례이다.

### 사실관계
13개 지방자치체장이 “국회가 공직선거법 제122조의2를 개정해 지방선거에서의 지자체 선거비용부담을 늘린 것은 선거경비 국고부담 원칙을 위반했다.”며 권한쟁의심판을 청구했다.

## 같이 보기
- 권한쟁의심판
- 지방 의회
- 광역 의회
- 기초 의회
- 도 평의회
- 부군면협의회
- 지방자치단체
- 지방자치체
- 지방제도
- 대한민국 지방자치법
- 전국동시지방선거
- 집강소

## 참고 문헌
- 정회철, 최근 5년 중요헌법판례, 윌비스, 2014. ISBN 9788965386124
- 남유진 저, 미국 지방자치의 이해 - 집문당. ISBN 8930311563